# Carl Sältzer
Carl Sältzer (* 1860 in Hannover; † 5. April 1930 in Breitenrode) war ein deutscher Kaufmann und Briefmarkensammler.

## Leben
Carl absolvierte eine Lehre bei seinem Vater Justus Wilhelm Sältzer (* 12. November 1835 in Celle; † 8. Januar 1896 in Hannover)  in dessen „Detailgeschäft für Manufakturwaren ...“ J. W. Sältzer. Nach Tätigkeiten in Wolfenbüttel und Berlin hielt er sich in London und Paris auf. Schließlich kehrte er zurück nach Hannover mit dem Entschluss, das Platzgeschäft seines Vaters in der Seilwinderstraße, in das er 1882 eintrat und das er 1888 zur Gänze übernahm, in großem Stil auszubauen.
Neben der Führung und Erweiterung seines J. W. Sältzer, Kauf- und Versandhauses für Manufaktur- und Modewaren entwickelte Carl Sältzer zahlreiche Aktivitäten in lokalen, regionalen und reichsweiten Organisationen des Einzelhandels, aber auch der Industrie- und Handelskammern. Unter anderem war er Vizepräsident der Industrie- und Handelskammer Hannover von 1924 bis zu seinem Todesjahr 1930.
Carl Sältzer war der bedeutendste Briefmarkensammler des niedersächsischen Raumes, er baute Spezialsammlungen für jedes einzelne Land auf. Seine „Hannover“-Sammlung mit Marken, Briefen, Ganzsachen und Formularen schenkte er 1911 dem Vaterländischen Museum, dem heutigen Historischen Museum Hannover.